# Live at the BBC (альбом Dire Straits)
Live at the BBC — третій живий альбом англійської групи Dire Straits, який вийшов 26 червня 1995 року.

## Композиції
1. Down to the Waterline — 4:10
2. Six Blade Knife — 3:47
3. Water of Love — 5:29
4. Wild West End — 5:12
5. Sultans of Swing — 6:38
6. Lions — 5:26
7. What's the Matter Baby? — 3:20
8. Tunnel of Love — 11:56

## Учасники запису
- Марк Нопфлер — вокал, гітара
- Джон Їлслі — бас-гітара
- Пік Візерс — ударні
- Алан Кларк — клавіші
- Девід Нопфлер — гітара

## Чарти
| Чарт (1995)                                  | Найвища позиція |
| -------------------------------------------- | --------------- |
| Нідерланди Dutch Albums (MegaCharts)         | 15              |
| Швейцарія Swiss Albums (Schweizer Hitparade) | 45              |
| Велика Британія UK Albums (OCC)              | 71              |

## Сертифікації
| Регіон                                             | Сертифікація | Продажі |
| -------------------------------------------------- | ------------ | ------- |
| Іспанія (PROMUSICAE)                               | Золотий      | 50 000^ |
| ^відвантаження, що базуються лише на сертифікаціях |              |         |